# Diagramma QAPF
Il diagramma QAPF, detto anche di Streckeisen (da Albert Streckeisen) è un diagramma a due triangoli usato per classificare le rocce ignee su base mineralogica. L'acronimo QAPF sta per "Quarzo, Alcalifeldspati, Plagioclasio, Feldspatoidi". Per classificare una roccia ignea si guarda quindi la composizione percentuale di questi minerali.
Il diagramma QAPF è usato principalmente per classificare le rocce plutoniche e le rocce vulcaniche se è possibile ricavare la composizione mineralogica modale. In questa classificazione non rientrano però i minerali mafici, non può quindi classificare rocce con più del 90% di minerali mafici (ad esempio peridotite e pirossenite).
I diagrammi sono stati ideati nel 1974 dalla International Union of Geological Sciences (IUGS),  Subcommission on the Systematics of Igneous Rocks, sotto la guida di Albert Streckeisen, e per questo vengono anche chiamati diagrammi di Streckeisen.
Per le rocce di tipo femico si utilizza invece la classificazione TAS.

## Struttura

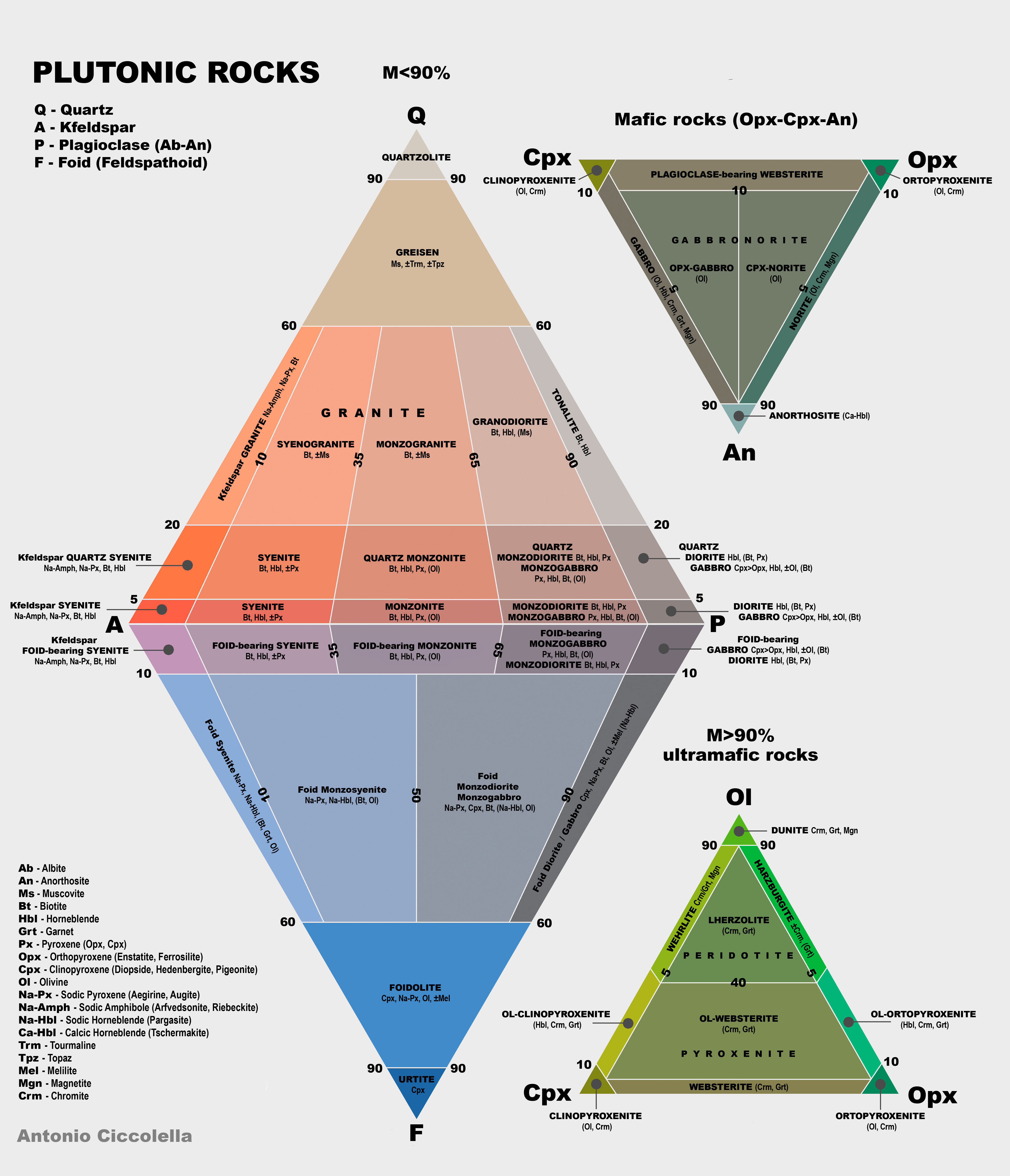
Diagramma di Streckeisen per le rocce plutoniche

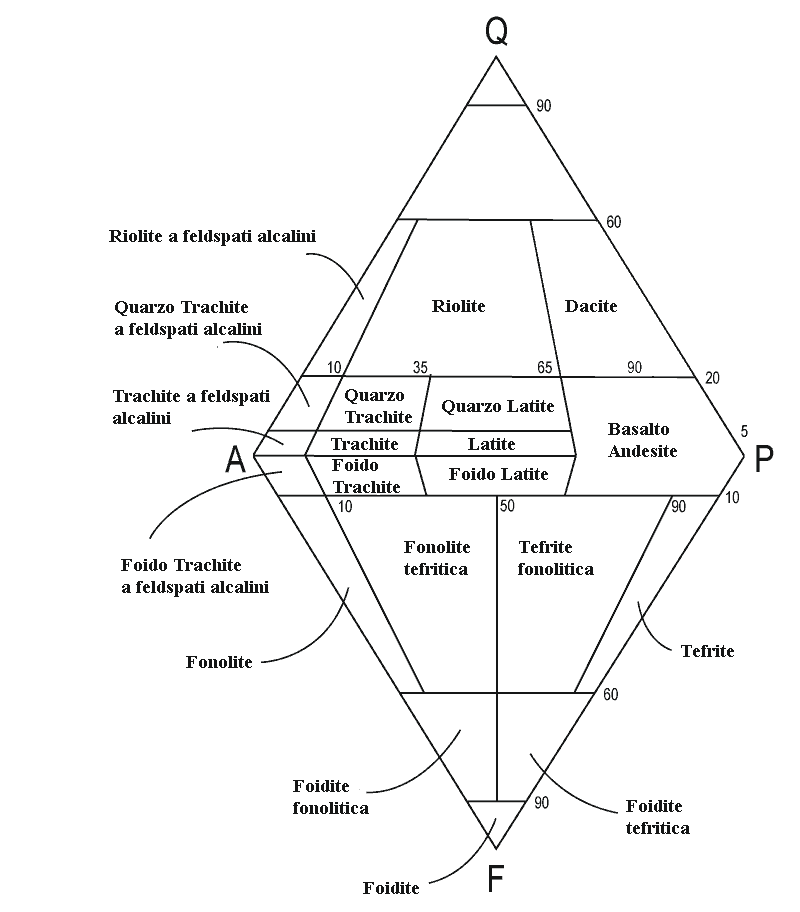
Diagramma QAPF per la classificazione delle rocce vulcaniche